# Rodolfo Jiménez
Rodolfo Jiménez Sanchidrián es un ex ciclista profesional español. Nació en Narrillos de San Leonardo (provincia de Ávila) el 7 de junio de 1968. Fue profesional solamente el año 1992 participando en el equipo ciclista español Puertas Mavisa.

## Palmarés
Amateur
- Vuelta a Palencia 1991

Profesional
No obtuvo victorias en el campo profesional.

## Equipos
- Puertas Mavisa (1992)